# Хрест Берегової охорони (США)
Хрест Берегової охорони (США) (англ. Coast Guard Cross) — військова нагорода, друга за значимістю у системі нагород Берегової охорони США, що присвоюється військовослужбовцям цього виду збройних сил країни. Нагорода заснована 15 жовтня 2010 року Актом Конгресу за пропозицією Міністерства національної безпеки США й за станом на 2024 рік жодного нагородження не відбулося. Ця відзнака еквівалентна Хресту «За видатні заслуги» в армії США, Військово-морському хресту у флоті та Хресту Повітряних сил. Хрест присвоюється за прояву непересічного героїзму та хоробрість, виявлену військовослужбовцем, який діяв у складі Берегової охорони; критерії нагородження вчинку якого не підпадають під вимоги нагородження Медаллю Пошани.
Через те, що вона ніколи не була нагороджена, це найрідкісніша військова нагорода Сполучених Штатів.

## Зміст
Хрестом Берегової охорони нагороджується будь-яка особа, яка відзначилася надзвичайним героїзмом, що не підпадає під критерії нагородження медаллю Пошани, під час служби в будь-якій якості в Береговій охороні, коли Берегова охорона не діє під керівництвом Департаменту ВМС, відповідно до однієї з таких умов:
- в ході ведення дій проти ворога Сполучених Штатів
- під час участі у військових діях, пов'язаних із конфліктом з іноземною протиборчою силою або міжнародною терористичною організацією
- під час проходження служби в дружніх іноземних силах, що беруть участь у збройному конфлікті проти протилежних збройних сил, у якому США не є воюючою стороною.

Для отримання цієї видатної відзнаки, героїчний вчинок або виконання службового обов'язку має виконуватись в умовах надзвичайної небезпеки або з великим ризиком для особистого життя і має виконуватися таким чином, щоб виділити кандидата на нагороду серед його товаришів по кораблю чи товаришів по Береговій охороні. Здійснення низки прояв героїчних вчинків не є підставою для нагородження.

## Опис
Хрест Берегової охорони — має форму прямого хреста із чотирма листками. Він виготовлений із червоної латуні з 24-каратним матовим покриттям із золота. Кулон має висоту 2 1/4 дюйма і ширину 1 3/4 дюйма. Над хрестом знаходиться цілісна підвіска, яка має форму мотузки зі схрещеними веслами. Між раменами хреста розташовані якорі.
На лицьовій стороні в центрі хреста зображено щит, схожий на той, який є на Великій печатці Сполучених Штатів. Смуги щита чергуються з червоної та білої емалі, головна частина щита покрита синьою емаллю з білими п'ятикутними зірками. Щит оточує вінок із двадцяти шести емальованих зелених листків.
Реверс ідентичний аверсу, за винятком того, що в центрі немає щита. У центрі напис FOR, вигнутий зверху, і VALOR, вигнутий знизу.
Хрест підвішений до темно-синьої стрічки 1 3/8 дюйма. У центрі розташована червоногаряча смуга шириною 5/32 дюйма, оточена смугами ультрамаринового синього кольору шириною 1/16 дюйма, облямовані білою лінією.
Хрест Берегової охорони був розроблений Інститутом геральдики армії Сполучених Штатів.